# AUSA AUT 18

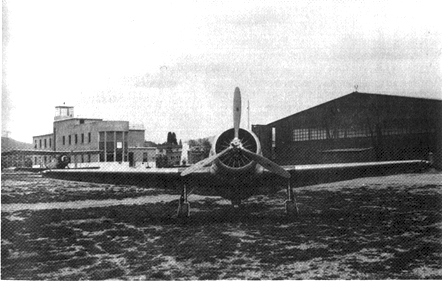
L'AUT 18, privo di verniciatura, prima versione cappottatura motore. Aeroporto di Foligno, 5 aprile 1939.

L'AUSA AUT 18 era un caccia monomotore monoplano ad ala bassa sviluppato dall'azienda italiana Aeronautica Umbra negli anni trenta e rimasto allo stadio di prototipo.
Progettato dall'ingegnere Felice Trojani, già collaboratore di Umberto Nobile nei voli artici dei dirigibili Norge e Italia (era con lui tra i dispersi della "Tenda Rossa"), a partire dal 1934 deve la sua denominazione all'acronimo derivato dal nome della casa costruttrice e dal cognome del progettista più la misura della superficie alare: "Aeronautica Umbra Trojani 18 m²".

## Storia

### Sviluppo
Nel 1934 l'ingegnere Felice Trojani, che dal 1932 collabora con Umberto Nobile alla progettazione e sviluppo di dirigibili presso la sovietica Dirižablestroj (Дирижаблестрой) di Dolgoprudnyj, decide di iniziare a sviluppare il progetto personale di un velivolo dalle caratteristiche innovative per il periodo, un caccia biposto di costruzione interamente metallica, caratterizzato dal carrello d'atterraggio retrattile e dall'armamento offensivo integrato nelle ali.
Dopo l'esperienza acquisita dai piloti da caccia equipaggiati nelle missioni di combattimento con i biplani Fiat C.R.32 durante la guerra civile spagnola, la richiesta della necessità di avere a disposizione mezzi più veloci e moderni viene presto recepita dai vertici della Regia Aeronautica. Venne a questo scopo, il 10 febbraio 1936, emessa una specifica per la fornitura di un Caccia Intercettore Terrestre che rispondesse ad una serie di caratteristiche e prestazioni: una velocità massima di 500 km/h, salita a 6 000 m in 5 minuti, autonomia di due ore ed armamento offensivo affidato ad una o due mitragliatrici calibro 12,7 mm configurazione alare monoplana ad ala bassa, l'adozione di un carrello d'atterraggio retrattile, e che utilizzasse per la propulsione il motore radiale Fiat A.74.
Il caccia era caratterizzato da struttura interamente metallica, rivestita in duralluminio. Adottava un carrello retrattile per rotazione verso l'interno, a scomparsa e ruotino di coda pure retrattile. A differenza degli altri caccia italiani di quel periodo adottava due mitragliatrici installate nelle semiali, anziché nella fusoliera. Ne venne realizzato un unico prototipo, matricola militare M.M.363. Ancora privo di verniciatura, l'aereo compì il primo volo il 22 aprile 1939 sull'aeroporto di Viterbo affidato al pilota collaudatore Roccato. Venne poi trasferito sull'aeroporto di Guidonia il 20 luglio 1939 nell'ambito delle prove comparative con gli altri caccia del Progetto R. L'AUT 18 era infatti stato realizzato nell'ambito di questo programma per il riammodernamento della linea di volo della Regia Aeronautica. Seguirono poi, dal 18 agosto dello stesso anno, le prove di tiro sul campo di Furbara. Il 23 febbraio 1940 l'aereo fu riportato a Foligno per alcune modifiche, in particolare una più raffinata cappottatura del motore radiale. Da Foligno tornò a Guidonia il 21 giugno 1940. Uno dei collaudatori militari, Adriano Mantelli, lo propose per il ruolo di aereo d'assalto in sostituzione del Breda 65. Secondo vari commentatori e storici tra cui Lanfranco Cesari e secondo lo stesso Felice Trojani, i ritardi nella consegna del velivolo (il Macchi M.C.200 aveva compiuto il suo primo volo già nel 1937), il fatto che non presentasse prestazioni molto superiori a quelle di altri concorrenti, ma soprattutto a causa scelte di carattere politico e manovre politiche poco chiare, portarono alla decisione della Regia Aeronautica (a cui il prototipo definitivo era stato regolarmente consegnato il 5 novembre 1940) di non dare seguito all'avvio delle commesse all'A.U.S.A. per la produzione in serie.
Sul destino del prototipo non si hanno notizie documentate. A Trojani venne riferito, negli anni cinquanta, da altri progettisti tedeschi emigrati come lui in Brasile, che fosse stato trasferito in Germania, per voli di valutazione, successivamente all'armistizio, ma si ritiene più probabile che sia rimasto distrutto durante un raid alleato, dopo il suo trasferimento ad Orvieto da parte di Mantelli il giorno stesso della sua consegna ufficiale alla Regia Aeronautica. Altri ritengono che sia stato catturato dagli alleati e che lo utilizzarono per studiarlo. Già nel 1936 l'annuario del Jane's ne riportava la scheda con fotografia tra gli aerei italiani.

#### Primo volo
Secondo il racconto del progettista Trojani il test andò molto bene:
«Il giorno 21 l'AUT 18 iniziava i rullaggi a Foligno. Lo pilotava Roccato, e io avevo fiducia in lui: non era giovane e non poteva dirsi un pilota brillante; era molto prudente, e mi assecondava nel mio programma di eseguire le prove gradualmente e con prudenza, perché ero fermamente deciso a non rischiare né l'apparecchio né il pilota.
L'aeroplano mentre correva su e giù per il campo era bellissimo; pareva un falco che fremesse di spiccare il volo: anche a potenza ridotta, anche contro la volontà di Roccato, si staccava da terra ed eseguiva delle rette. I piloti militari del campo si meravigliavano che Roccato possedesse tanta forza d'animo da resistere alla tentazione di decollare e di lanciarsi nell'azzurro immenso.».
E dopo ancora:
«L'AUT 18 rullò allontanandosi da noi, fino in fondo al campo; si girò, ci mostrò la fronte. Lo vedemmo avanzare, e quando sentimmo il rombo del motore dato a tutta forza l'apparecchio era già in aria. Passò davanti a noi, salì, compi un ampio giro: in fondo al campo era alto, e il sole lo fece brillare come una stella.
Compi un secondo giro, si portò al di là del campo, e cominciò a planare venendoci incontro; toccò terra dolcemente, perse velocità in poco spazio.
Roccato portò l'aeroplano, rullando, vicino a noi; lo fermò e ne discese: l'abbracciai. Nel frattempo era venuto il comandante del campo: si congratulò con noi e ci invitò a colazione alla mensa.
Non avevo mai assistito a un volo così regolare: quanta paura per niente!
Telefonai al ministero, telefonai a Foligno, telefonai a Marta che avvertì il Muzio che si trovava a Roma: l'AUT 18 aveva volato.
Continuammo i voli, e al quarto autorizzai Roccato a far rientrare il carrello e la ruota di coda: tutto funzionò a meraviglia; l'aumento di velocità dell'apparecchio a carrello retratto era impressionante».

## Utilizzatori
Italia
- Regia Aeronautica

utilizzato solamente per valutazioni comparative